# Сијена Милер
Сијена Роуз Милер (енгл. Sienna Rose Miller; рођена 28. децембра 1981. године у Њујорку) је америчка филмска и телевизијска глумица. Каријеру је почела 2001. године, а пажњу медија и публике привукла је улогама у филмовима Алфи, Казанова и Звездана прашина. На почетку каријере радила је као модел, док данас ради и као модни дизајнер.